# Ehrenhausen
Ehrenhausen è una frazione di 1 019 abitanti del comune austriaco di Ehrenhausen an der Weinstraße, nel distretto di Leibnitz (Stiria). Già comune autonomo, il 1º gennaio 2015 è stato fuso con gli altri ex comuni di Berghausen, Ratsch an der Weinstraße e Retznei per costituire il nuovo comune mercato (Marktgemeinde), del quale Ehrenhausen è il capoluogo.

## Monumenti e luoghi d'interesse

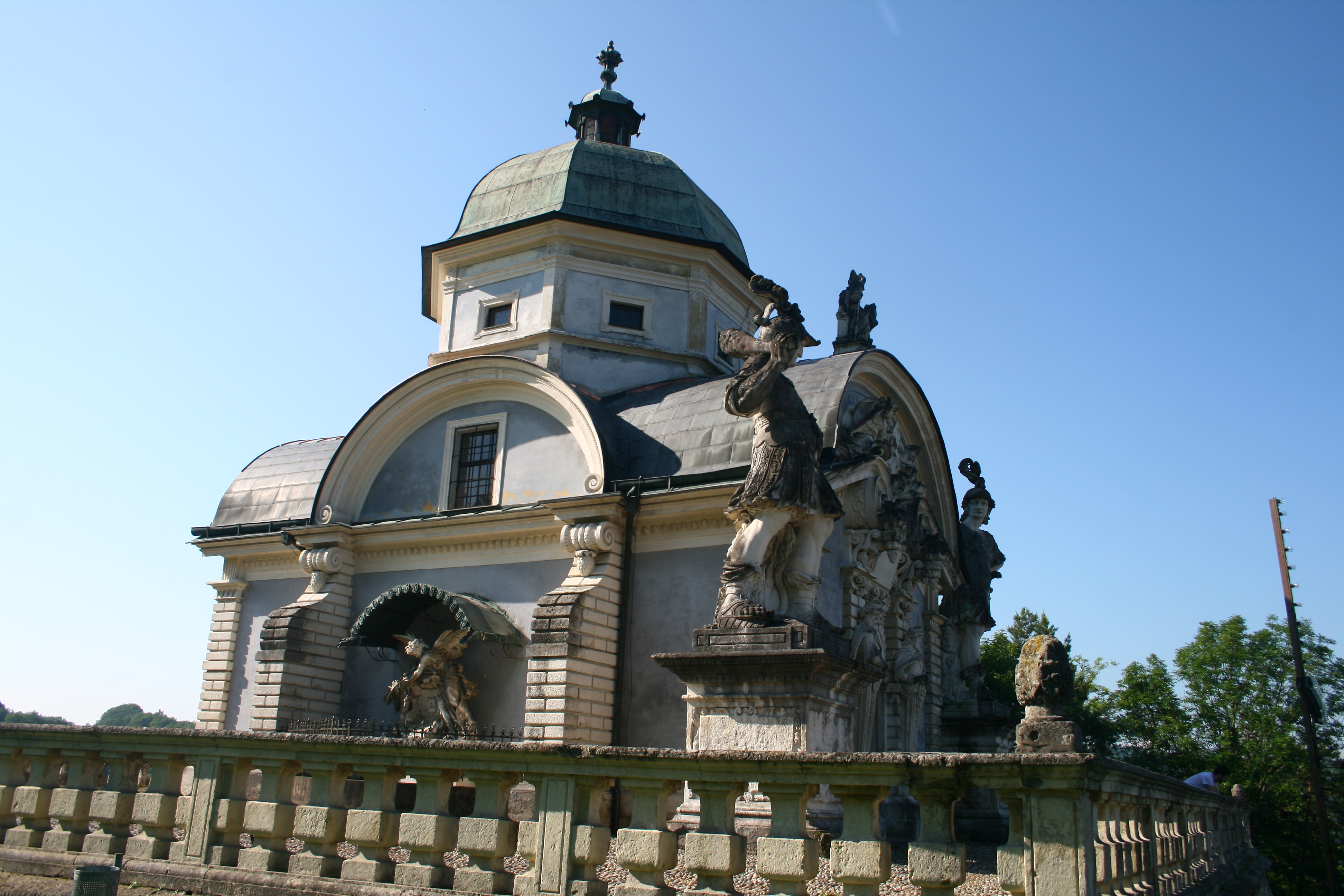
il mausoleo degli Eggenberg

- Mausoleo degli Eggenberg, Johann Bernhard Fischer von Erlach, 1690.